# Mochizuki Kazuyori
Kazuyori Mochizuki (sinh ngày 20 tháng 11 năm 1961) là một cầu thủ bóng đá người Nhật Bản.

## Sự nghiệp câu lạc bộ
Kazuyori Mochizuki đã từng chơi cho Sanfrecce Hiroshima.